# Rhinoderma
A Rhinoderma a kétéltűek (Amphibia) osztályába, a békák (Anura) rendjébe és az  Orrosbékafélék (Rhinodermatidae) családjába tartozó nem. A nembe tartozó fajok Chile délnyugati részén és Argentínában honosak.

## Rendszerezés
A nembe az alábbi két faj tartozik:
- Darwin hegyesorrú békája (Rhinoderma darwinii) Duméril & Bibron, 1841
- Rhinoderma rufum (Philippi, 1902)